# JVCKenwood Victor Entertainment
JVCKenwood Victor Entertainment Corporation (株式会社JVCケンウッド・ビクターエンタテインメント, Kabushiki-gaisha JeiBuiShīKenuddo Bikutā Entateinmento), também conhecida como Victor Entertainment (ビクターエンタテインメント, Bikutā Entateinmento) no Japão, é uma subsidiária da JVC Kenwood, que produz e distribui música, filmes e outros produtos de entretenimento, como anime e programas de televisão no Japão. É conhecida como JVC Entertainment nos países onde a Sony Music Entertainment opera o selo RCA Victor.

## História

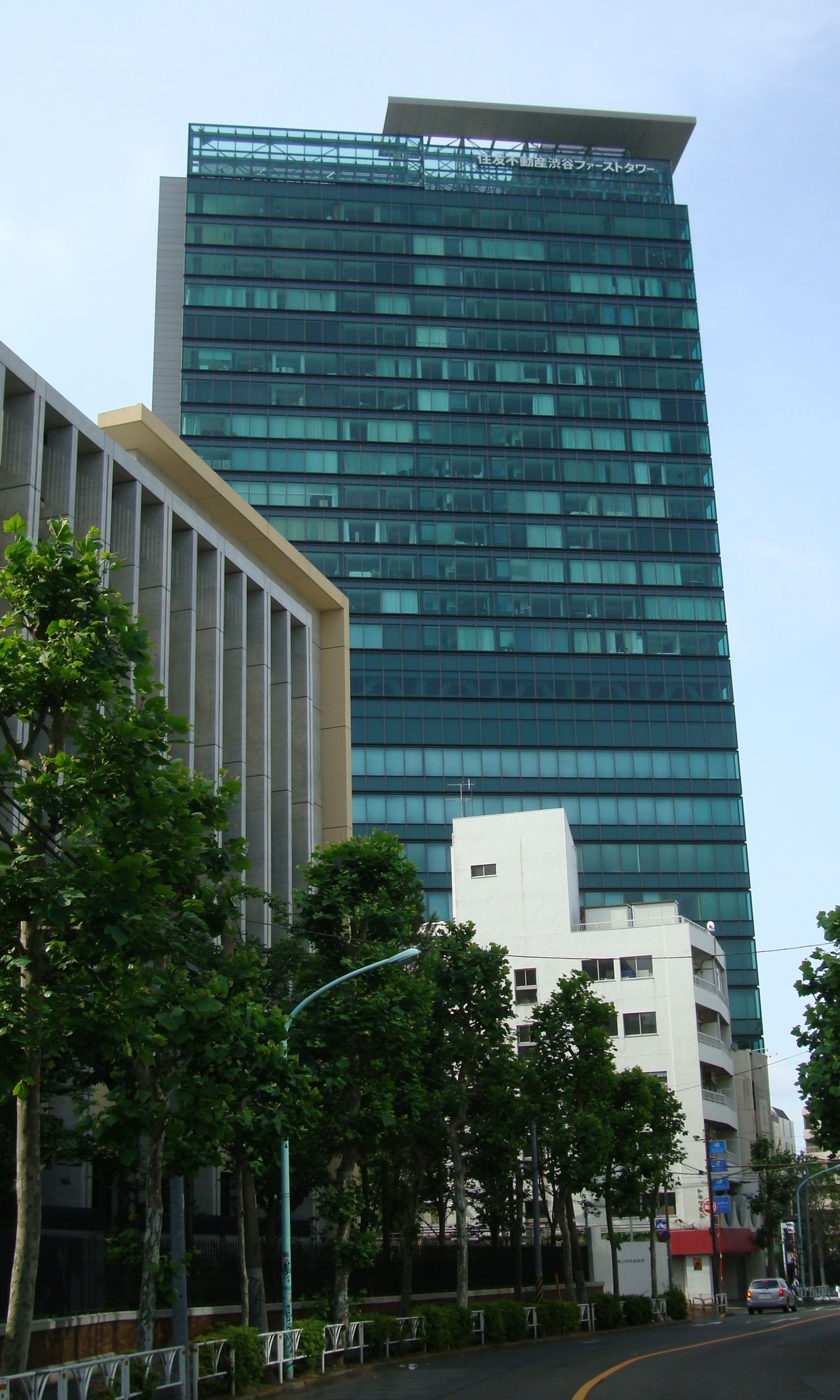
Sede da JVCKenwood Victor Entertainment em Shibuya, Japão.

Em abril de 1972 a Victor Musical Industries, Inc. é desmembrada como subsidiária da JVC. A seguir, em 30 de setembro de 1982, a  JVC Musical Industries, Inc. é fundada nos Estados Unidos. O departamento de vendas e marketing da JVC é desmembrado como Nihon AVC, Inc. (日本エイ·ブイ·シー株式会社, Nihon EiBuiShī Kabushiki-gaisha) em fevereiro de 1984.
Em janeiro de 1990, a JVC Musical Industries anuncia que seu primeiro lançamento de videogame será o título Boulder Dash. Em 30 de outubro do ano seguinte, a JVC Musical Industries Europe, Ltd. é fundada. Posteriormente, em abril de 1993, a Nihon AVC e a Victor Musical Industries se fundem, com isso, o nome é alterado para Victor Entertainment, Inc.
A Victor Interactive Software, assume as atividades relacionadas a videogames após a fusão da Pack-In-Video com a Victor Entertainment em 1 de outubro de 1996. Em 1 de maio do ano seguinte, a JVC Musical Industries é renomeado para JVC Music, Inc., porém e dissolvida em 24 de fevereiro de 1999, ainda em maio de 1997, a JVC Musical Industries Europe é renomeada para JVC Music Europe, Ltd.
Em 31 de março de 2003, a Victor Interactive Software é adquirida pela Marvelous Entertainment e se torna a Marvelous Interactive. Mais tarde, em 8 de maio de 2006 a JVC Music Europe é dissolvida. Em abril de 2014, o nome corporativo da Victor Entertainment é alterado para JVCKenwood Victor Entertainment Corporation.

## Música
| - AB-Victor France - Aosis Records - CJ Victor Entertainment (empreendimento conjunto com CJ E&M da Coreia do Sul) - Cypress Showers - ELA Music (gravadora de Kaela Kimura) - Getting Better - Globe Roots - Happy House - Hihirecords (para bebês e crianças) - Invitation - JVC Entertainment (produção, gerenciamento de artistas e produtos fora do país) - Flying Dog (produtos de animação) - FlyingStar Records (antiga BabeStar Label) - rookiestar - JVC Jazz - JVC World Sounds - Mob Squad (gravadora própria de Dragon Ash) - Nafin - Speedstar International - Speedstar Records - Taishita (gravadora própria de Southern All Stars, empreendimento conjunto com Amuse, Inc.) - Victor | - 3CG Records - AI Entertainment (uma divisão de FNC Music da Mnet Media, co-distribuidora com Warner Music Japan) - Bad News - D-topia Entertainment - Daipro-X - Marquee, Inc. - Milan Records - Revolver Music - Substance - Teichiku Entertainment (Subsidiária da Victor Entertainment até 2015.) - BAIDIS - Be-tam-ing - Continental - Imperial Records - Imperial International - KIDSDOM (gravadora com foco em animação) - MONAD (gravadora própria de Haruomi Hosono) - Non-Standard (gravadora de produção Haruomi Hosono) - Overseas Records - PROGRAM (gravadora própria de Katsumi Tanaka ~2000) - TOHO Records (apenas direitos originais) - Takumi Note - Teichiku Records - TMC Music - 246 Records - Union Records - Union Black Records - WHD Entertainment Inc. (empreendimento conjunto entre WOWOW, Horipro e Disk Garage) |

## Video games
| - Banana (1986) - Hana no Star Kaidou (1987) - Outlanders (1987) - Fisherman Sanpei (1988) - Ys (1988) - Makyou Densetsu (1988) - Kaguya Hime Densetsu (1988) - Shiryou Sensen: War of the Dead (1989) - Kagami no Kuni no Legend (1989) - Jack Nicklaus' Greatest 18 Holes of Major Championship Golf (1989) - Tiger Road (1990) - Flappy Special (1990) - Sansara Naga (1990) - King of Casino (1990) - Ys II (1990) - Ultrabox Soukangou (1990) - Veigues Tactical Gladiator (1990) - Magical Dinosaur Tour (1990) - Jangou (1990) - Ankoku Densetsu (1990) - Boulder Dash (1990) - Ultrabox 2-gou (1990) - Toy Shop Boys (1990) - Ultrabox 3-gou (1990) - Niji no Silkroad (1991) - Ys III (1991) - Nontan to Issho: KuruKuru Puzzle (1994) - Tournament Leader (1996) | - Boulder Dash (1990) - Choplifter II (1991) - Star Wars (1991) - Dungeon Master (1991) - Star Wars: The Empire Strikes Back (1992) - Defenders of Dynatron City (1992) - Wonder Dog (1992) - Super Star Wars (1992) - Wolfchild (1992) - Sega Genesis (1993) - AH-3 Thunderstrike (1993) - The Secret of Monkey Island (1993) - Keio Flying Squadron (1993) - Super Star Wars: The Empire Strikes Back (1993) - Samurai Shodown (1993) - Jaguar XJ220 (1993) - Syvalion (1993) - Heimdall (1994) - Dungeon Master II: The Legend of Skullkeep (1994) - Star Wars: Rebel Assault (1994) - Magic Boy (1994) - Super Star Wars: Return of the Jedi (1994) - Indiana Jones' Greatest Adventures (1994) - Ghoul Patrol (1994) - Time Cop (1995) - Fatal Fury Special (1995) - Big Sky Trooper (1995) - King of Boxing Sega Saturn (1995) - Emmitt Smith Football (1995) - SeaBass Fishing (1996) - Keio Flying Squadron 2 (1996) - Impact Racing (1996) - Highway 2000 (1996) - Hyper Tennis: Final Match (1996) - Victory Boxing Champion Edition (1996) - Pinball Graffiti (1996) - Wing Over (1997) |